# اچ‌ام‌اس زوبیان
اچ‌ام‌اس زوبیان (به انگلیسی: HMS Zubian) یک کشتی بود. این کشتی در سال ۱۹۱۷ ساخته شد.